# Un'altra storia (Marco Mengoni)
Un'altra storia è un singolo del cantante italiano Marco Mengoni, pubblicato il 22 settembre 2023 come secondo estratto dall'ottavo album in studio Materia (Prisma). Il brano vede la collaborazione del cantante italiano Franco126.

## Descrizione
Il brano, scritto da Tropico, Franco126 e Francesco "Katoo" Catitti, che ne ha curato la produzione con E.D.D. e Benjamin Ventura. Il brano presenta la collaborazione vocale di Franco 126, non presente nella versione originale presente nell'album.

## Accoglienza
Alessandro Alicandri di TV Sorrisi e Canzoni descrive il brano come «una ballad dal piglio classico», ritenendo che la versione che vede coinvolti vocalmente i due artisti risulti «più ruvido e potente» dell'originale dovuto alle «personalità artistiche piuttosto differenti». Il giornalista riporta che le voci dei due cantanti «hanno pari spazio» all'interno della traccia, cantando «coralmente».
Fabio FIume di All Music Italia, assegna al brano un punteggio di 6,5 su 10, definisce la collaborazione uno «strano connubio» anche se «riuscito», apprezzando l'interpretazione di Franco126, in grado di mettere l'ascoltatore «nella possibilità di cantare, di viaggiare sulle tue di note e non su quelle complicate» di Mengoni, il quale «ci mette sempre la sua verve artistica che è capace di giostrare nelle intenzioni interpretative fra più linguaggi, [...] e di cambiare registro con estrema facilità».
Mattia Marzi di Rockol ritiene che Mengoni «torna a flirtare con l’indie», ma qui «contaminata dalle aperture pop di Davide Petrella e dalla produzione di Francesco Catitti». Per Marzi tuttavia «l'incastro tra i due stili e le due voci riesce solo a metà» poiché la voce di Mengoni «finisce per prendere il sopravvento sul carattere più schivo, timido e introverso di Franco126».

## Video musicale
Il video, diretto da Giulio Rosati, è stato reso disponibile in concomitanza del lancio del singolo attraverso il canale YouTube del cantante.

## Tracce
Testi di Davide Petrella, Federico Bertollini e Francesco "Katoo" Catitti, Alessandro Coppola, musiche di Francesco "Katoo" Catitti, E.D.D. e Benjamin Ventura.
1. Un'altra storia (feat. Franco126) – 3:21

## Classifiche
| Classifica (2023) | Posizione massima |
| ----------------- | ----------------- |
| Italia            | 34                |